# جيمي ليندسي (لاعب كرة قدم)
جيمي ليندسي (بالإنجليزية: Jamie Lindsay)‏ (11 أكتوبر 1995 بغلاسكو في المملكة المتحدة - ) هو لاعب كرة قدم بريطاني في مركز الدفاع. شارك مع منتخب اسكتلندا تحت 16 سنة لكرة القدم ومنتخب اسكتلندا تحت 17 سنة لكرة القدم ومنتخب اسكتلندا تحت 19 سنة لكرة القدم. أما مع النوادي، فقد لعب مع نادي دمبرتون ونادي سلتيك.

## وصلات خارجية
- جيمي ليندسي (لاعب كرة قدم) على موقع قاعدة بيانات كرة القدم.إي يو (الإنجليزية)
- جيمي ليندسي (لاعب كرة قدم) على موقع Soccerbase.com (لاعب) (الإنجليزية)
- جيمي ليندسي (لاعب كرة قدم) على موقع Soccerway.com (الإنجليزية)
- جيمي ليندسي (لاعب كرة قدم) على موقع عالم كرة القدم.نت (الإنجليزية)
- جيمي ليندسي (لاعب كرة قدم) على موقع AS.com (الإسبانية)